# Коричневая амадина
Коричневая амадина (лат. Lonchura fuscans) — птица семейства вьюрковых ткачиков отряда воробьинообразных.

## Внешний вид
Длина тела 11 см. Все оперение интенсивного тёмно-коричневого цвета, а маховые и рулевые чёрные. Радужка коричневая. Надклювье чёрное, подклювье серое.

## Распространение
Обитают на островах Калимантан, Сулу и других мелких островах вблизи Калимантана.

## Образ жизни
Населяют травянистые саванны, рисовые плантации.

## Содержание
В Европу впервые были ввезены в 1931 году. Успеха в разведении первым добился датчанин Ф. Лангберг в 1940 году. Однако никаких сведений о том, как он содержал своих птиц, с тех пор не сохранилось.